# SV Grossräschen
Maillots
Dernière mise à jour : 15 mars 2011.
Le SV Grossräschen est un club omnisports allemand localisé à Großräschen, une ville de l'arrondissement d’Oberspreewald-Lausitz dans le Brandebourg.
Outre le football, le club comporte entre autres des sections de Bowling, Gymnastique, Handball, Tennis, Volley-ball.

## Histoire (football)

### Avant 1945
Les racines du club actuel remontent à d’anciens clubs de la localité qui existèrent entre 1919 et la Seconde Guerre mondiale, le Vorwärts Grossräschen et l’Alemannia Grossräschen.
En 1945, ils furent dissous par les Alliés, comme tous les clubs et associations allemands (voir Directive n°23). En 1946, fut reconstitué la Sportgemeinschaft Grossräschen ou SG Grossräschen.
Comme tout le Brandebourg, Großräschen se retrouva alors en zone soviétique puis en RDA, à partir d’octobre 1949.

### Époque de la RDA
Le SG Grossräschen fut renommé Zentrale Sportgemeinschaft Grossräschen ou ZSG Grossräschen en 1949.
Troisième de la Landesliga Brandenburg lors de la saison 1948-1949, le club remporta le titre de cette ligue l’année suivante en disposant du favori, ZSG Textil Cottbus, en finale (2-0). Ce titre permit au club de prendre part au tour final. ZSG Grossräschen s’imposa contre le Sachsenverlag Dresden, le EHW Thale et le KWU Weimar et devint ainsi un des fondateurs de la pour la montée en DDR-Liga en 1950.
Après cela, le club fut renommé BSG Chemie Grossräschen et disputa sous cette appellation, les quatre premières saisons d’existence de la Division 2 est-allemande. En 1954, il fut rebaptisé BSG Aufbau Grossräschen

ancien logo de la BSG Aufbau Grossraschen

Aufbau Grossräschen assura son maintien de justesse au 2e niveau au terme du championnat 1954-1955.
Au même moment, les dirigeants communistes décidèrent que les compétitions suivraient le modèle "soviétique". C'est-à-dire qu’elles se dérouleraient du printemps à la fin de l’automne d’une même année calendrier. Ce principe fut appliqué de 1956 à 1960. Lors de l’automne 1955, il ne fut disputé qu’un "Tour de transition" (en Allemand: Übergangsrunde). Aufbau Grossräschen termina 14e et dernier, mais c’était sans conséquence puisque ce tour n’occasionna ni montée, ni descente.
Au terme de la saison 1956. Le classement fut similaire et la sanction inévitable; relégation en II. DDR-Liga, une ligue qui fut le 3e niveau est-allemand entre 1955 et 1963. Mais le club n’y séjourna pas car une seconde relégation consécutive l’envoya en Bezirksliga Cottbus.
Vice-champion de cette ligue en 1959, la BSG Aufbau Grossräschen en fut champion l’année suivante.
Comme le modèle "soviétique" était abandonné, les compétitions reprirent à l’été 1961. BSG Aufbau Grossräschen fut placé dans la II. DDR-Liga, Groupe 2 et participa aux deux dernières saisons d’existence de cette ligue qui fut dissoute à la fin du championnat 1962-1963. Le club retourna alors en Bezirksliga Cottbus.
En 1963, le cercle termina 2e de la Bezirksliga, Groupe 2 derrière le BSG Aktivist Brieske-Ost futur Bezirksmeister. BSG Aufbau Grossräschen termina alors la décennie en jouant le maintien. Il se reprit au début des années 1970 avec le titre conquit en 1972. Il remonta en DDR-Liga, mais ne parvint pas à s’y maintenir.
Par la suite, le club ne quitta plus la Bezirksliga Cottbus jusqu’en 1990. De 1980 à 1984 ainsi que lors des deux dernières saisons de 1988 à 1990, le club joua sous la dénomination ISG Grossräschen.

### SV Rekord Grossräschen
Après la réunification, en 1990, les membres de l’ancien Aufbau/ISG Grossräschen fusionnèrent avec l’Aktivist Grossräschen-Süd pour former le SV Rekord Grossräschen. Le club manqua de peu la montée en Verbandsliga Brandenburg, à l’époque 4e niveau du football allemand réunifié, puis glissa dans les ligues inférieures. En 1994, le club modifia son nom en SV Grossräschen.

### SV Grossräschen
Le club évolua en Landesklasse Süd jusqu’en 2002 puis descendit en Kreisliga Senftenberg, mais remonta après une saison. En 2005, le SV Grossrächen descendit de nouveau en Kreisliga Senftenberg mais il la remporta la saison suivante et retourna en Landesklasse Süd.
En 2010-2011, SV Grossrächen joue la tête en Landesklasse Süd, soit au 8e niveau de la hiérarchie du football allemand.

## Palmarès
- Champion de la Landesliga Brandenburg: 1950.
- Champion de la Bezirksliga Cottbus: 1960, 1972
- Vice-champion de la Bezirksliga Cottbus: 1959
- Champion de la Kreisliga Senftenberg: 2006
- Vice-champion de la Landesklasse Süd, Brandenburg: 2008

## Localisation

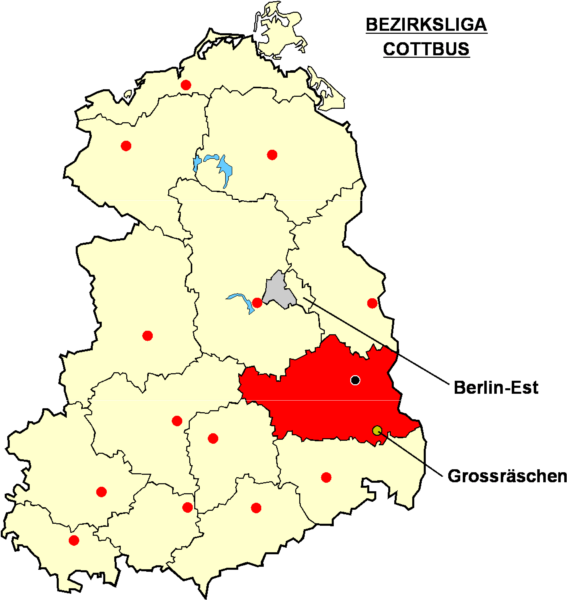
Localisation de Grossräschen dans la Bezirksliga Cottbus